# Ludvig I av Bayern
Denna artikel handlar om kungen. För den medeltida hertigen med samma namn och nummer, se Ludvig I, hertig av Bayern.

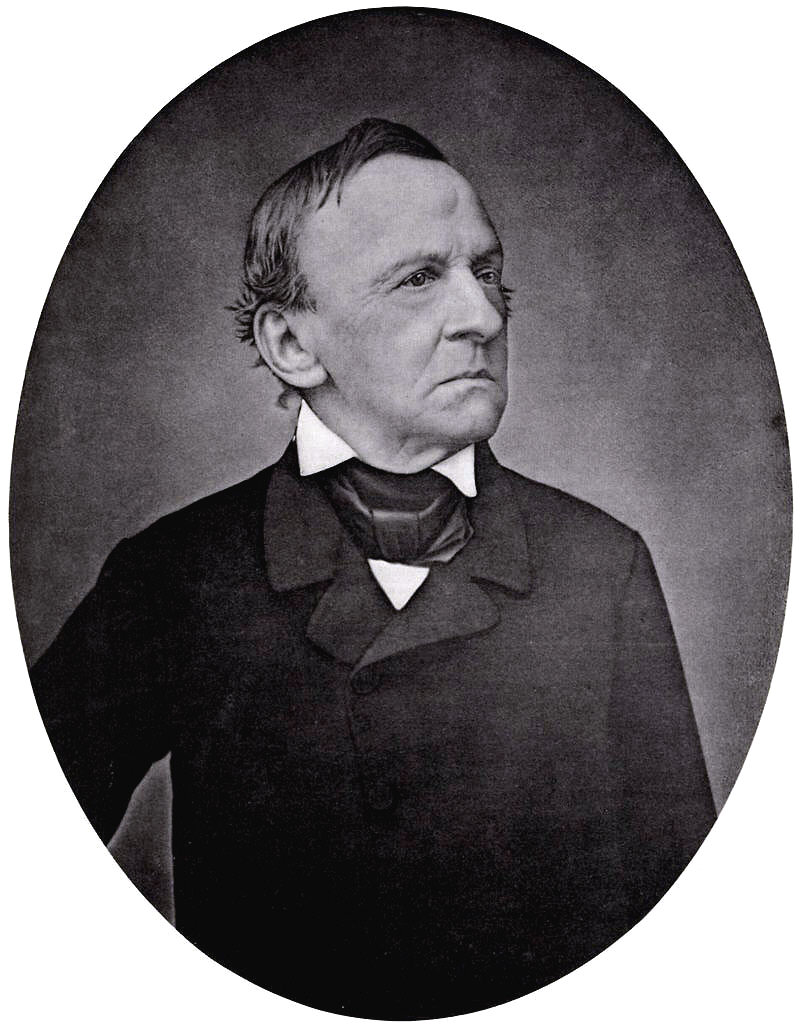
Ludvig I i exil, 1860.

Ludvig I av Bayern, på tyska Ludwig I, född 25 augusti 1786 i Strasbourg, död 29 februari 1868 i Nice, var kung av Bayern åren 1825-1848.

## Biografi
Ludvig var äldste son till Maximilian I Joseph som från år 1806 var den förste kungen av Bayern. (Innan dess hade landets härskare burit titeln kurfurste.) Ludvig efterträdde sin far som kung i oktober 1825.
Ludvigs regeringstid utmärktes av ekonomisk tillväxt och tekniska framsteg som inrättandet av Tysklands första järnväg (sträckan Nürnberg-Fürth). Kungen var också en stor beskyddare av konst och vetenskap och lät uppföra många museer och andra offentliga byggnader i klassicistisk stil i München såsom Glyptoteket, Pinakoteken, Propyléerna med flera. 1826 lät han flytta universitetet i Landshut till München och återupprättade den bayerska konstakademin.
I stor utsträckning finansierades dessa av kungens privata kassa, och i gengäld levde denne själv privat nästan uppseendeväckande snålt. Han skall ha gått i påfallande nötta kläder och sägs ha förbjudit lök i den kungliga matlagningen eftersom han tyckte att den var för dyr.
Ludvig uppträdde från början som en liberal regent, stödde grekernas frihetskamp och sonen Ottos kandidatur till den grekiska tronen. I samband med att Julirevolutionens oroligheter även spritt sig till München, övergick han dock alltmer till reaktionen och relationerna till befolkningen försämrades.
Hans beryktade affär med dansösen Lola Montez i kombination med de allmänna revolutionära strömningarna i Tyskland 1848 tvingade honom att den 20 mars detta år abdikera till förmån för sonen Maximilian.

## Familj
Ludvig var sedan den 12 oktober 1810 gift med prinsessan Therese av Sachsen-Hildburghausen (1792-1854), dotter till hertig Fredrik av Sachsen-Altenburg och Charlotte av Mecklenburg-Strelitz. Inom parentes kan nämnas att firandena kring parets bröllop givit upphov till den bayerska Oktoberfesten. Paret fick fyra söner och fem döttrar. Två av sönerna blev kungar.
Barn:
1. Maximilian II av Bayern (1811-1864; kung 1848-64)
2. Mathilda (1813-1862), gift med Ludvig III av Hessen-Darmstadt
3. Otto I av Grekland (1815-1867; kung 1832-62)
4. Theodolinde Charlotte Luise (1816-1817)
5. Luitpold av Bayern (1821-1912; prinsregent)
6. Adelgunda (1823-1914), gift med hertig Frans V av Modena
7. Hildegard (1825-1864) , gift med ärkehertig Albrecht av Österrike-Teschen
8. Alexandra (1826-1875), författare med psykiska störningar
9. Adalbert (1828-1875)

Vid sidan av sitt äktenskap hade Ludvig ett stort antal älskarinnor (däribland den ovan nämnda Lola Montez) och flera utomäktenskapliga barn.